# Каламазу
Каламазу́ (англ. Kalamazoo) — город в США, в юго-западной части штата Мичиган, центр одноимённого округа. 
Каламазу географически расположен в западном и южном Мичигане около реки того же названия. Площадь составляет 65,03 км², из которых 63,92 км² приходится на сушу. По переписи 2010 года численность населения составляет 74 262 человека. 
Город был основан в 1829 году Титом Бронсоном и первоначально в честь него носил имя Бронсон. Название «Каламазу» появилось между 1836 и 1837 годами. Город был заново назван в честь протекавшей здесь реки, название которой, в свою очередь, происходит из языка местного индейского племени потаватоми, относящегося к алгонкинской языковой семье, и предположительно означает или «хвост выдры», или «кипящий котел». Согласно другой версии, название реки на языке родственного потаватоми племени оджибве означает «выкуренная», или «дымчатая».
Статус города получил в 1883 году.
Город является крупным железнодорожным узлом, основу экономики составляют предприятия металлообрабатывающей, бумажной, химической, фармацевтической промышленности. В городе расположен Университет Западного Мичигана.